# In My Arms (chanson de Kylie Minogue)
Cet article concerne la chanson de Kylie Minogue. Pour la chanson de Mylo, voir In My Arms.
Singles de Kylie Minogue
Wow
(2008) All I See
(2008)
Pistes de X
Like a Drug Speakerphone
In My Arms est une chanson pop/dance de la chanteuse australienne Kylie Minogue, et figure sur son dixième album studio sorti en 2007, X. Ce titre a été écrit par Kylie elle-même, ainsi que par Paul Harris, Julian Peake, Richard Stannard, Adam Wiles et a été produite par Richard Standard et Calvin Harris. In My Arms est le second single extrait pour promouvoir l'album en Europe, tandis que dans le même temps, au Royaume-Uni, a été préféré Wow.

## Clip vidéo
Le clip de In My Arms a été réalisé par Melina Matsoukas et tourné à Los Angeles en Californie, simultanément au clip du single Wow. On retrouve de nombreuses références aux années 1980 dans la vidéo, aussi bien vestimentaires que musicales. Le clip se découpe en cinq séquences principales. Tout d'abord, on peut voir Kylie porter un costume blanc et pourpre, une création de Gareth Pugh, et des lunettes de soleil très futuristes. Ensuite on peut apercevoir Kylie chantant dans un micro, cela dans un studio d'enregistrement. Puis on observe un troupe de danseurs ; avant de revoir Kylie vêtue d'une robe jaune dansant dans une boîte rose. Enfin, dans la scène finale, elle danse devant un énorme ventilateur. En conclusion du clip, on voit ces cinq séquences s'entrecouper et disparaître progressivement.
La vidéo a été diffusée pour la première fois sur Internet le 29 janvier 2008. Pour son premier passage télévisé, ce fut le 31 janvier 2008 en Europe.

## Formats et listes des pistes
| #                   | Titre                              | Durée    |
| ------------------- | ---------------------------------- | -------- |
| Single 1            |                                    |          |
| 1.                  | In My Arms                         | 3 min 32 |
| 2.                  | Cherry Bomb                        | 4 min 17 |
| Single 2            |                                    |          |
| 1.                  | In My Arms                         | 3 min 13 |
| 2.                  | Do It Again                        | 3 min 21 |
| 3.                  | Carried Away                       | 3 min 41 |
| Single 12"          |                                    |          |
| 1.                  | In My Arms                         | 3 min 32 |
| 2.                  | In My Arms [Spitzer Remix]         | 5 min 05 |
| 3.                  | In My Arms [Sebastian Leger Mix]   | 7 min 05 |
| Single Promotionnel |                                    |          |
| 1.                  | In My Arms [Spitzer Dub Version]   | 5 min 05 |
| 2.                  | In My Arms [Spitzer Radio Edit]    | 3 min 31 |
| 3.                  | In My Arms [ Chris Lake Vocal Mix] | 6 min 40 |
| 4.                  | In My Arms [ Chris Lake Dub Mix]   | 6 min 10 |
| 5.                  | In My Arms [ Sebastien Leger Mix]  | 7 min 07 |
| 6.                  | In My Arms [ Sebastien Leger Dub]  | 7 min 54 |

## Classements hebdomadaires
| Pays                                    | Meilleure position |
| --------------------------------------- | ------------------ |
| Allemagne (Media Control AG)            | 8                  |
| Australie (ARIA)                        | 35                 |
| Autriche (Ö3 Austria Top 40)            | 16                 |
| Belgique (Flandre Ultratop 50 Singles)  | 10                 |
| Belgique (Flandre Ultratip 100)         | 1                  |
| Belgique (Wallonie Ultratop 50 Singles) | 11                 |
| Belgique (Wallonie Ultratip 50)         | 1                  |
| Danemark (Tracklisten)                  | 36                 |
| France (SNEP)                           | 10                 |
| France (SNEP Téléchargement)            | 2                  |
| Pays-Bas (Nederlandse Top 40)           | 20                 |
| Suède (Sverigetopplistan)               | 11                 |
| Suisse (Schweizer Hitparade)            | 11                 |